# Servon-Melzicourt
Servon-Melzicourt est une commune française, située dans le département de la Marne en région Grand Est.

## Géographie

### Localisation
Servon-Melzicourt se trouve au nord-est du département de la Marne, en région Grand Est, à la limite avec le département des Ardennes. La commune appartient à la région agricole de l'Argonne.
La commune de Servon-Melzicourt s'étend sur une superficie de 2 578 hectares. Sur son territoire, l'altitude varie de 116 à 200 mètres.
La commune est arrosée par l'Aisne et son affluent la Tourbe. Servon, au centre du territoire communal, est traversée par le ruisseau de la Noue Dieusson. Melzicourt se trouve plus au sud. Les Bois d'Hauzy occupent le sud de la commune, tandis que la forêt domaniale de Servon-Melzicourt occupe l'est de son territoire. Le hameau de la Noue de Beaumont, au nord-est de Servon, voit passer le ruisseau de la Fontaine Moreau. Un troisième hameau, la Chapelle, se trouve au sud-ouest de Servon à proximité de la Tourbe et de son canal.
Par la route, Servon-Melzicourt se situe à 64 km de Châlons-en-Champagne, préfecture de la Marne, à 29 km de Vouziers, sous-préfecture des Ardennes, et à 17 km de Sainte-Menehould, bureau centralisateur du canton d'Argonne Suippe et Vesle dont dépend Servon-Melzicourt depuis 2015. La commune fait en outre partie du bassin de vie de Sainte-Menehould.
Servon-Melzicourt est limitrophe de 9 communes :
|                                     | Condé-lès-Autry   | Binarville              |
| Cernay-en-Dormois, Ville-sur-Tourbe | Servon-Melzicourt | Vienne-le-Château       |
| Malmy, Berzieux                     | Vienne-la-Ville   | Saint-Thomas-en-Argonne |

### Hydrographie
La commune est dans la région hydrographique « la Seine du confluent de l'Oise (inclus) à l'embouchure » au sein du bassin Seine-Normandie. Elle est drainée par l'Aisne, la Tourbe, le ruisseau de la Fontaine Moreau, le ruisseau des Sugnons, le canal de la Tourbe, le ruisseau de la Noue Dieusson, le ruisseau du Fossé des Corbeaux et divers bras de la Tourbe,.
L'Aisne est un  cours d'eau naturel navigable de 256 km de longueur, traversant les cinq départements Meuse, Marne, Ardennes, Aisne, Oise. Elle est un affluent de rive gauche de l'Oise, ce qui fait d'elle un sous-affluent de la Seine. 
La Tourbe, d'une longueur de 21 km, prend sa source dans la commune de Somme-Tourbe et se jette  dans divers bras de la Tourbe sur la commune, après avoir traversé dix communes. 
Deux plans d'eau complètent le réseau hydrographique : le plan d'eau 1 de la commune de Servon-Melzicourt (1,7 ha) et le plan d'eau 1 du Bois de la Hache (6,1 ha),.

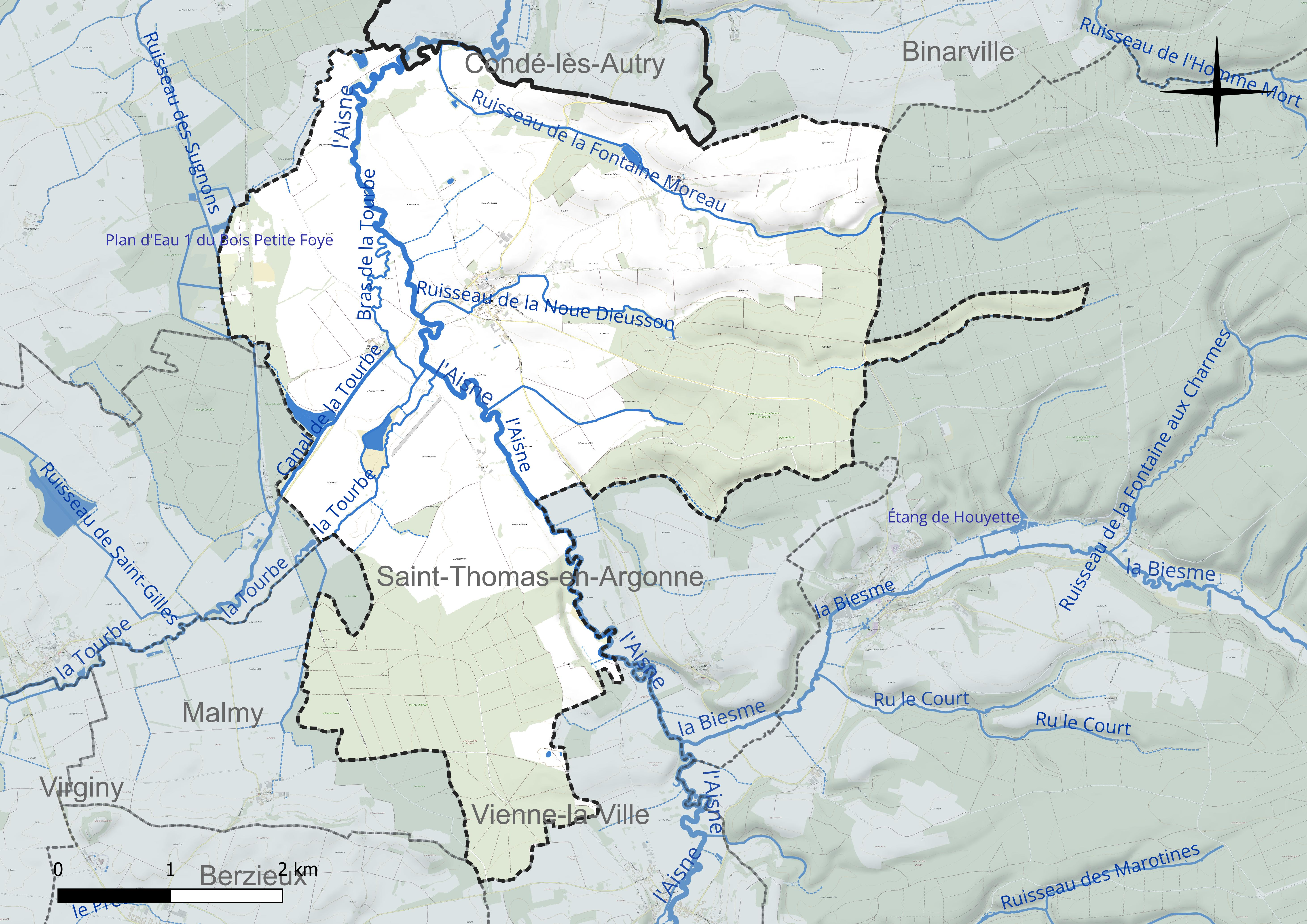
Réseau hydrographique de Servon-Melzicourt.

### Climat
Pour des articles plus généraux, voir Climat du Grand Est et Climat de la Marne.
En 2010, le climat de la commune est de type climat des marges montargnardes, selon une étude du Centre national de la recherche scientifique s'appuyant sur une série de données couvrant la période 1971-2000. En 2020, Météo-France publie une typologie des climats de la France métropolitaine dans laquelle la commune est exposée à un climat océanique altéré et est dans la région climatique  Nord-est du bassin Parisien, caractérisée par un ensoleillement médiocre, une pluviométrie moyenne régulièrement répartie au cours de l’année et un hiver froid (3 °C). 
Pour la période 1971-2000, la température annuelle moyenne est de 10,1 °C, avec une amplitude thermique annuelle de 15,8 °C. Le cumul annuel moyen de précipitations est de 852 mm, avec 12,9 jours de précipitations en janvier et 9,2 jours en juillet. Pour la période 1991-2020, la température moyenne annuelle observée sur la station météorologique de Météo-France la plus proche, « Montcheutin_sapc », sur la commune de Montcheutin à 9 km à vol d'oiseau, est de 11,0 °C et le cumul annuel moyen de précipitations est de 721,9 mm. 
La température maximale relevée sur cette station est de 41,2 °C, atteinte le 25 juillet 2019 ; la température minimale est de −15,5 °C, atteinte le 20 décembre 2009,,. 
Les paramètres climatiques de la commune ont été estimés pour le milieu du siècle (2041-2070) selon différents scénarios d'émission de gaz à effet de serre à partir des nouvelles projections climatiques de référence DRIAS-2020. Ils sont consultables sur un site dédié publié par Météo-France en novembre 2022.

## Urbanisme

### Typologie
Au 1er janvier 2024, Servon-Melzicourt est catégorisée commune rurale à habitat dispersé, selon la nouvelle grille communale de densité à sept niveaux définie par l'Insee en 2022.
Elle est située hors unité urbaine. Par ailleurs la commune fait partie de l'aire d'attraction de Sainte-Menehould, dont elle est une commune de la couronne,. Cette aire, qui regroupe 50 communes, est catégorisée dans les aires de moins de 50 000 habitants,.

### Occupation des sols
L'occupation des sols de la commune, telle qu'elle ressort de la base de données européenne d’occupation biophysique des sols Corine Land Cover (CLC), est marquée par l'importance des territoires agricoles (60,8 % en 2018), une proportion sensiblement équivalente à celle de 1990 (61,3 %). La répartition détaillée en 2018 est la suivante : 
terres arables (38,1 %), forêts (32,4 %), prairies (22,7 %), milieux à végétation arbustive et/ou herbacée (5,7 %), zones urbanisées (1,2 %). L'évolution de l’occupation des sols de la commune et de ses infrastructures peut être observée sur les différentes représentations cartographiques du territoire : la carte de Cassini (XVIIIe siècle), la carte d'état-major (1820-1866) et les cartes ou photos aériennes de l'IGN pour la période actuelle (1950 à aujourd'hui).

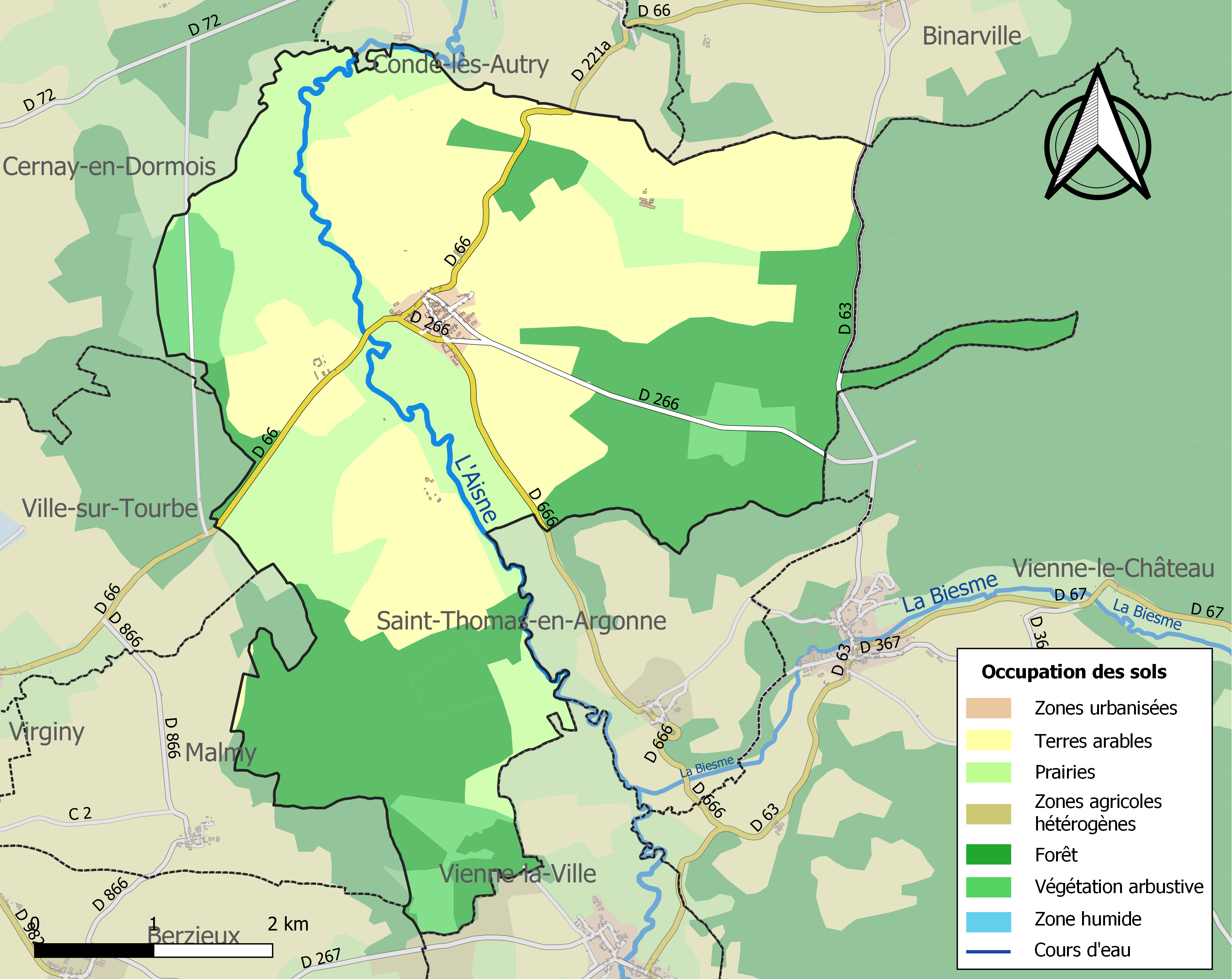
Carte des infrastructures et de l'occupation des sols de la commune en 2018 (CLC).

## Toponymie
La commune est formée en 1843 de l'union des anciennes communes de Servon et de Melzicourt.
Servon est attesté sous les formes Selvon (1184) ; Cervon (1254) ; Servonnum (1303-1312).

Melzicourt est attesté sous les formes Limozei Curtis (commencement du XIe siècle) ; Lemezicort (vers 1240) ; Lemesicourt (vers 1274) ; Lemezicurtis, Lemezicourt (1303-1312) ; Lemezeicourt, Lemezecourt (1389) ; Lemeseicourt (1459) ; Melsecourt (1538).

La forme Limozei (voir ci-dessus) représente une formation initiale gallo-romaine en -(i)acum, suffixe d'origine gauloise d'abord localisant, puis marquant la propriété. Il a abouti à la terminaison -ei au Moyen Âge et explique généralement la terminaison -y actuelle dans la région. L'élément Limoz- peut s'expliquer par le bas latin limite (gallo-roman LIMITE), du latin limitem, accusatif de limes « limite, frontière », tout comme Limésy (Normandie, Limeisi 1030-1035), d'où une forme globale *Limitiacum. Les deux peuvent par ailleurs remonter à un anthroponyme dérivé du nom commun, du type *Limitius, mais celui-ci n'est pas attesté. L'appellatift -court « cour, cour de ferme, ferme » a été ajouté au Haut Moyen Âge selon un processus connu par ailleurs. L'altération Lemeseicourt en Melsecourt par métathèse intervient vers le XVIe siècle (voir ci-dessus)

## Histoire

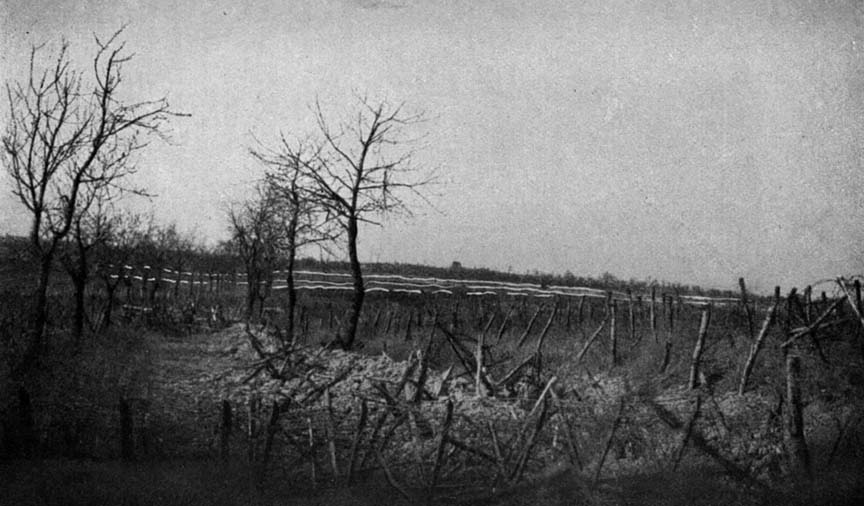
Ruines du village de Servon (avant son rattachement à Melzicourt) en 1917.

En 1843, la commune de Servon absorbe celle de Melzicourt pour former Servon-Melzicourt.
Servon-Melzicourt a été le théâtre de conflits durant la Première et la Seconde Guerre mondiale.
Lors de la Grande Guerre, le village est entièrement détruit. Le bois d'Hauzy, une forêt située au nord-est de Malmy, à l'ouest de Saint-Thomas-en-Argonne et au nord-ouest de Vienne-la-Ville, alors occupé par le 21e régiment d'infanterie colonial, fut le théâtre de durs combats.
Les années 1920 sont une période de reconstruction pour la commune, une nouvelle église est érigée en 1925, puis la mairie en 1927.

## Politique et administration
Par décret du 29 mars 2017, l'arrondissement de Sainte-Menehould est supprimée et la commune est intégrée le 31 mars 2017 à l'arrondissement de Châlons-en-Champagne.

### Intercommunalité
La commune, antérieurement membre de la communauté de communes du canton de Ville-sur-Tourbe, est membre, depuis le 1er janvier 2014, de la CC de l'Argonne Champenoise.
En effet, conformément au schéma départemental de coopération intercommunale de la Marne du 15 décembre 2011, cette communauté de communes de l'Argonne Champenoise est issue de la fusion, au 1er janvier 2014,  de : 
- la communauté de communes du Canton de Ville-sur-Tourbe ;
- de la communauté de communes de la Région de Givry-en-Argonne ;
- et de la communauté de communes de la Région de Sainte-Menehould.

Les communes isolées de Cernay-en-Dormois, Les Charmontois, Herpont et Voilemont ont également rejoint l'Argonne Champenoise à sa création.

### Liste des maires
| Période                                  | Période | Identité                           | Étiquette | Qualité     |
| ---------------------------------------- | ------- | ---------------------------------- | --------- | ----------- |
| Les données manquantes sont à compléter. |         |                                    |           |             |
| 1800                                     | 1820    | Jean François Becasse              |           | sellier     |
| 1820                                     | 1829    | Jean Nicolas Monfeuillard          |           | cultivateur |
| 1829                                     | 1831    | Jean Richard Rougeaux              |           |             |
| 1831                                     | 1837    | Robert Rougeaux                    |           | cultivateur |
| 1837                                     | 1843    | Pierre Louis Célestin Monfeuillard |           |             |

| Période                                  | Période                      | Identité                           | Étiquette | Qualité                        |
| ---------------------------------------- | ---------------------------- | ---------------------------------- | --------- | ------------------------------ |
| Les données manquantes sont à compléter. |                              |                                    |           |                                |
| 1843                                     | 1852                         | Pierre Louis Célestin Monfeuillard |           |                                |
| 1852                                     | 1859                         | Jean-François Ladurelle            |           | maréchal-ferrant               |
| 1859                                     | 1879                         | Charles Arsène Tilloy              |           | cultivateur                    |
| 1879                                     | 1892                         | Nicolas Léon Vernimont             |           | marchand de bois               |
| 1892                                     | 1903                         | Antoine-Eugène Tilloy              |           |                                |
| 1997                                     | 2008                         | Pierre de Bigault de Granrut       |           |                                |
| 2008                                     | En cours (au 4 juillet 2014) | Gauthier Guyot                     |           | Réélu pour le mandat 2014-2020 |

## Démographie
L'évolution du nombre d'habitants est connue à travers les recensements de la population effectués dans la commune depuis 1793. Pour les communes de moins de 10 000 habitants, une enquête de recensement portant sur toute la population est réalisée tous les cinq ans, les populations de référence des années intermédiaires étant quant à elles estimées par interpolation ou extrapolation. Pour la commune, le premier recensement exhaustif entrant dans le cadre du nouveau dispositif a été réalisé en 2006.

En 2022, la commune comptait 89 habitants, en évolution de −18,35 % par rapport à 2016 (Marne : −1,19 %, France hors Mayotte : +2,11 %).
| 1793 | 1800 | 1806 | 1821 | 1831 | 1836 | 1841 | 1846 | 1851 |
| ---- | ---- | ---- | ---- | ---- | ---- | ---- | ---- | ---- |
| 675  | 721  | 733  | 689  | 743  | 785  | 742  | 823  | 788  |

| 1856 | 1861 | 1866 | 1872 | 1876 | 1881 | 1886 | 1891 | 1896 |
| ---- | ---- | ---- | ---- | ---- | ---- | ---- | ---- | ---- |
| 751  | 764  | 731  | 711  | 695  | 707  | 637  | 613  | 571  |

| 1901 | 1906 | 1911 | 1921 | 1926 | 1931 | 1936 | 1946 | 1954 |
| ---- | ---- | ---- | ---- | ---- | ---- | ---- | ---- | ---- |
| 550  | 487  | 470  | 263  | 311  | 256  | 270  | 237  | 202  |

| 1962 | 1968 | 1975 | 1982 | 1990 | 1999 | 2006 | 2011 | 2016 |
| ---- | ---- | ---- | ---- | ---- | ---- | ---- | ---- | ---- |
| 207  | 157  | 133  | 128  | 110  | 114  | 117  | 117  | 109  |

| 2021 | 2022 | - | - | - | - | - | - | - |
| ---- | ---- | - | - | - | - | - | - | - |
| 95   | 89   | - | - | - | - | - | - | - |

## Lieux et monuments
L'église Sainte-Madeleine de Servon a été construite au XIIIe siècle et a été plusieurs fois reprise au cours des XVIe, XVIIe et XIXe siècles. Lors de la Première Guerre mondiale, elle est détruite. Un nouvel édifice est élevé en 1925 par les architectes Dufresne, Maurice et René Lhomme. Avant sa destruction, elle accueillait plusieurs objets classés monuments historiques, aujourd'hui disparus : deux retables du XVIIe siècle, une statue de la Vierge à l'Enfant du XVIe siècle et des vitraux du même siècle.
Le monument aux morts de la Première Guerre mondiale est une dalle de pierre de taille, devant l'église, réalisée en 1930 par le sculpteur Georges Vieillard.

## Personnalités liées à la commune
- Erwin Rommel, futur général allemand, et simple lieutenant en 1914 est blessé dans les environs de Servon, le 24 septembre de cette première année du conflit, dans des combats en forêt[41].